# Кесада, Джо
Джозеф Кесада (англ. Joseph Quesada, род. 12 января 1962 года), более известный как Джо Кесада (англ. Joe Quesada) — американский писатель, сценарист и художник комиксов. Стал известен в 1990-х во время работы в издательстве Valiant Comics над комиксами Ninjak и Solar, Man of the Atom. Позже он работал в DC Comics и Marvel Comics над такими сюжетами как Batman: Sword of Azrael и X-Factor, а вскоре сформировал свою компанию — Event Comics.
В 1998 году Кесада стал директором Marvel Knights — импринта Marvel Comics, а 2000 году стал главным редактором всей компании. В 2010 году он стал главным креативным директором Marvel Entertainment, и в январе 2011 оставил свой пост главного редактора и был заменен Акселем Алонсо.

## Карьера
Кесада стал главным редактором Marvel в 2000 году, сменив на этом посту Боба Харраса. Он первый художник, который получил кресло главного редактора компании. Как редактор одного из крупнейших издательств комиксов, Кесада стал влиятельным человеком в американской индустрии комиксов. В одно время со сменой главного редактора в Marvel сменился и вице-президент, место которого занял Билл Джемас. Под началом Джемаса началась публикация Ultimate-версий комиксов, которые не входили в основной канон вселенной Marvel.
В середине 2000-х годов Кесада ввёл негласный мораторий на воскрешение умерших персонажей, который носит название «мертвый значит мёртвый». В интервью 2008 года на вопрос о его мнении о том, что множество персонажей были воскрешены с тех пор, он ответил, что «запрет» был призван стимулировать предусмотрительность у писателей, которые должны проявлять осторожность, убивая или воскрешая персонажа, и не делать это слишком часто, что не идет на пользу сюжету.
.

### DC Comics
- Azrael/Ash (1997)
- Batman: Sword of Azrael, мини-серия, #1-4 (1992-93)
- Question Quarterly #3, 5 (1991-92)
- The Ray, miniseries, #1-6 (1992)
- Spelljammer #8-13, 15 (1991)

### Marvel Comics
- The Amazing Spider-Man #544-545, 601 (full art); #641 (вместе с Паоло Ривера) (2007-10)
- Daredevil, vol. 2, #1-11, 13-14 (также иллюстрировал); #50 (вместе с другими художниками) (1998—2003); #12 (сценарист) (2000)
- Daredevil: Father, мини-серия, (также как сценарист) #1-6 (2004-07)
- Friendly Neighborhood Spider-Man #24 (2007)
- Iron Man, vol. 3, #26-35, Annual 2000 (сценарист) (2000)
- Marvel Knights Double Shot (Punisher) #1 (2002)
- Midnight Sons Unlimited #1 (1993)
- NYX, miniseries, #1-7 (сценарист) (2003-05)
- Sensational Spider-Man #41 (2007)
- Sleepwalker #12 (1992)
- What The--?! #13 (1991)
- X-Factor #87-92; Annual #7 (1992-93)
- X-Force #12-15 (1995)

### Другие издательства
- Ash #1, 1/2 (также сценарист) (Event Comics, 1994-97)
- Ash: The Fire Within, мини-серия, #2 (так же сценарист) (Event Comics, 1997)
- Deathmate: Epilogue (Image Comics, 1994)
- Ninjak #1-3 (Acclaim Comics, 1994)
- Painkiller Jane #1 (сценарист) (Dynamite Comics, 2006)
- Painkiller Jane Zero #0 (сценарист) (Event Comics, 1999)
- X-O Manowar #0 (Acclaim Comics, 1993)